# 성덕동 (강릉시)
성덕동(城德洞)은 대한민국 강원특별자치도 강릉시의 행정동이다.

## 개요
성덕동은 동쪽으로 남항진해수욕장, 서쪽으로 국도 제7호선, 남쪽으로 강릉비행장, 북쪽으로 강릉의 젖줄인 남대천 등과 연접해 있으며, 농촌, 어촌, 도시 등이 함께 어울려 있는 곳이다. 특히, 신석팔경과 경포팔경으로 유명한 곳의 하나인 한송정이 있으며, 가까운 곳에 조용하고, 깨끗한 남항진해수욕장과 산책로로 사랑받는 월대산이 있다. 남대천 고수부지에는 야외 롤러스케이트장, 월드컵구장, 게이트볼장, 인라인 스케이트, 축구 등 각종 생활 스포츠를 즐길 수 있으며, 민물과 바닷물이 만나는 곳 남항진에 가면 래프팅, 카누, 카약, 스킨스쿠버 등 새로운 레저스포츠도 체험할 수 있다.

## 법정동
- 입암동(笠岩洞)
- 병산동(柄山洞)
- 청량동(靑良洞)
- 두산동(斗山洞)
- 학동(鶴洞)
- 남항진동(南項津洞)

## 교육
- 성덕초등학교
- 강릉중앙초등학교
- 강릉중학교
- 강릉중앙고등학교

## 관광
- 남항진해변

### 문화재
- 한송사지석불좌상
- 한송사석조보살좌상

## 아파트
| 단지명              | 주소                   | 시행사         | 건설사                         | 입주        | 비고 |
| ------------------- | ---------------------- | -------------- | ------------------------------ | ----------- | ---- |
| 이안타운 강릉       | 성덕로 316-22 (입암동) | 글로리아빌더㈜ | 대우자동차판매㈜ 건설부문      | 2006년 5월  |      |
| 강릉입암 금호어울림 | 성덕로 328-15 (입암동) | 대한토지신탁㈜ | 금호건설                       | 2007년 8월  |      |
| 입압 현대           | 용지로 19 (입암동)     | ㈜중광건설     | 현대건설                       | 1998년 11월 |      |
| 입암주공 4단지      | 성덕포남로 89 (입암동) | 대한주택공사   | ㈜세우리 삼정건설㈜            | 1996년 12월 |      |
| 입암주공 5단지      | 성덕포남로 89 (입암동) | 대한주택공사   | ㈜세우리 삼정건설㈜            | 1996년 12월 |      |
| 입암주공 6단지      | 성덕포남로 39 (입암동) | 대한주택공사   | 대양건설㈜ 신화건설㈜ 한신공영 | 1998년 5월  |      |

- 천년가벨로채 (입암동) - 2022년 11월 입주 / 새천년종합건설, 아라마루(주)